# Unió Democràtica Espanyola
Unió Democràtica Espanyola va ser una organització espanyola d'oposició al franquisme de l'exili fundada en Mèxic al febrer de 1942 per iniciativa del Partit Comunista d'Espanya en la qual es van integrar els socialistes «negrinistas» i els republicans que donaven suport a Juan Negrín, al que reconeixien com a president del govern de la Segona República Espanyola en l'exili.

## Història
La invasió de la Unió Soviètica per l'Alemanya nazi iniciada el 22 de juny de 1941 va donar una bolcada a la línia política mantinguda per la Komintern i pel PCE des de la signatura del pacte germano-soviètic a l'agost de 1939. La Segona Guerra Mundial va deixar de ser considerada una «guerra imperialista» en la qual el poble espanyol no havia d'intervenir per passar a convertir-se en una guerra d'agressió dels nazis per «liquidar, un a un, a tots els països lliures», entre els quals els comunistes incloïen a la Unió Soviètica, «per aconseguir els seus anhels d'hegemonia al món», tal com s'explicava en un article publicat en Nuestra Bandera amb el significatiu títol de «Fem de tot Espanya un gran front contra Franco i contra Hitler». En conseqüència el PCE va proposar l'1 d'agost de 1941 la formació d'una «Unió Nacional de tots els espanyols contra Franco, els invasors italo-alemanys i els traïdors. Contra la participació d'Espanya en la guerra que Hitler fa a l'URSS, Anglaterra i els seus aliats i en suport d'aquestes potències i de tots els pobles que lluiten contra el feixisme. Per la independència i la sobirania nacionals d'Espanya. Pel restabliment de la legalitat constitucional». La «Unió nacional» aglutinaria a tots els espanyols sense distincions, «siguin aquests socialistes, republicans, anarquistes, nacionalistes catalans, bascos i gallecs; catòlics, maçons, ugestistes, cenetistes, [a] tots els homes esperit liberal; [a] els militars patriotes de l'exèrcit, la marina i l'aviació; [a] la intel·lectualitat…», per la qual cosa la crida no sols anava dirigit a l'esquerra, exclosos els que «han procedit sempre com a agents descarats feixistes» (en referència als quals havien donat suport al cop de Casado), sense també als militars monàrquics i a tots els elements conservadors que volguessin apartar-se de la política franquista.
El primer fruit d'aquesta política va ser la Unió Democràtica Espanyola (UDE), constituïda a Mèxic al febrer de 1942, el mateix dia en què es complia el sisè aniversari de la victòria electoral del Front Popular, i integrada pel PCE i els sectors «negrinistes» del PSOE i la UGT, d'Izquierda Republicana (IR) i la Unió Republicana (UR) —agrupats en la Unitat Republicana Espanyola—, el Partit Republicà Federal (PRF) i la Unió de Rabassaires. La presidència de la UDE la va ocupar Antonio Velao Oñate (IR) i Elfidio Alonso Rodríguez (UR) va actuar com a portaveu. La UDE va aconseguir el suport d'alguns intel·lectuals com José Bergamín, Pablo Neruda o Anna Seghers, i el manifest que va fer públic al juliol de 1942 va ser recolzat per Julio Álvarez del Vayo, últim ministre d'Afers exteriors de la República.
Per la seva banda els comunistes catalans del PSUC van formar al maig la seva pròpia UDE amb el nom de Aliança Nacional de Catalunya (ANC), en la qual van participar els llibertaris Joan García Oliver i Aurelio Fernández Sánchez—mentre que el Moviment Llibertari no va participar en la UDE— i Josep Calvet i Móra, secretari general de la Unió de Rabassaires. L'ANC va acordar reconèixer al president de la Generalitat en l'exili Josep Irla i Bosch, com la més alta autoritat constitucional catalana.
Però al setembre de 1942 el PCE va donar un nou gir a la seva política en fer públic un manifest, que va ser difós per Ràdio Espanya Independent que l'any anterior havia iniciat les seves emissions des de l'URSS, en el qual ja no s'esmentava ni el govern de Juan Negrín ni la Constitució espanyola de 1931 i en el seu lloc es proposava la celebració d'«eleccions democràtiques» per constituir una «assemblea constituent que elabori la carta constitucional que garanteixi la llibertat, la independència i la prosperitat d'Espanya». Com ha assenyalat Harmut Heine, la nova política comunista «significava no només l'abandó de la Constitució republicana i del govern Negrín —per segona vegada en menys de tres anys— sinó que el PCE havia decidit prescindir de la forma republicana de l'Estat Español com sine qua non de la seva política». Aquest nou viratge, prossegueix Heine, responia a la política de Stalin de considerar a la península Ibèrica «com a part indiscutible de l'esfera d'influència d'Occident o, millor dit, d'Anglaterra», i això malgrat «les repercussions nefastes que el nou viratge anava a produir per a la unitat del camp antifranquista». Juan Negrín, que en un històric discurs pronunciat el 18 de juliol de 1942 a Londres havia confirmat que se seguia considerant com el president del govern republicà, va respondre trencant amb els comunistes, el mateix que els republicans refugiats a Gran Bretanya. Un símptoma de la descomposició de la UDE va ser que al novembre de 1942 va deixar de publicar-se el seu òrgan de premsa UDE, i al febrer de l'any següent es va dissoldre.
No obstant això, els socialistes i els republicans «negrinistes» no van trencar completament els seus vincles amb el PCE. Així quan el 20 de novembre de 1943 es va proclamar el naixement de la Junta Española de Liberación, integrada pels socialistes «priestistes» i els republicans «antinegrinistes» de l'Acció Republicana Espanyola, la Unió Democràtica Espanyola va reaparèixer fent públic un manifest el 25 de novembre titulat «Contra el pacte divisionista», que anava signat pels socialistes «negrinistes» Ramón Lamoneda Fernández, Ramón González Peña i José Rodríguez Vega; pel comunista del PSUC Joan Comorera i pels republicans Luis Fernánez Clérigo, Antonio Velao Oñate, Juan Perea Capulino i Luis Cordero Bell.